# Équipe d'Argentine de football à la Coupe du monde 1958
L'équipe d'Argentine de football participe à sa troisième Coupe du monde de football lors de l'édition 1958 qui se tient en Suède du 8 juin 1958 au 29 juin 1958.
Les Argentins terminent derniers de leur groupe en phase de poule et ils sont éliminés.

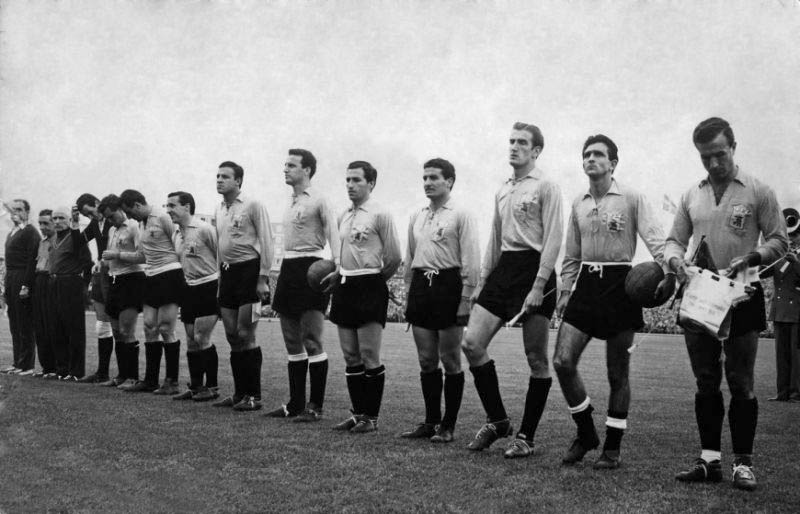
L'équipe d'Argentine avec le maillot de l'IFK Malmö FK avant son match contre l'Allemagne de l'Ouest.

## Phase finale
| Classement final |                      |     |   |   |   |   |    |    |      |
|                  | Équipe               | Pts | J | G | N | P | BP | BC | Diff |
| 1                | Allemagne de l'Ouest | 4   | 3 | 1 | 2 | 0 | 7  | 5  | +2   |
| 2                | Irlande du Nord      | 3   | 3 | 1 | 1 | 1 | 4  | 5  | -1   |
| 3                | Tchécoslovaquie      | 3   | 3 | 1 | 1 | 1 | 8  | 4  | +4   |
| 4                | Argentine            | 2   | 3 | 1 | 0 | 2 | 5  | 10 | -5   |

| 8 juin 1958                       | Allemagne de l'Ouest      | 3 - 1 | Argentine   | Malmö Stadion, Malmö                            |                                                 |
| 19:00 · Historique des rencontres | Rahn 32e 79e · Seeler 40e |       | Corbatta 2e | Spectateurs : 31 000 Arbitrage : Reginald Leafe | Spectateurs : 31 000 Arbitrage : Reginald Leafe |
| 19:00 · Historique des rencontres | (Rapport)                 |       |             | Spectateurs : 31 000 Arbitrage : Reginald Leafe | Spectateurs : 31 000 Arbitrage : Reginald Leafe |

| 11 juin 1958                      | Argentine                                     | 3 - 1 | Irlande du Nord | Örjans Vall, Halmstad                        |                                              |
| 19:00 · Historique des rencontres | Corbatta 38e (pen.) · Menéndez 55e · Avio 59e |       | McParland 3e    | Spectateurs : 14 000 Arbitrage : Sten Ahlner | Spectateurs : 14 000 Arbitrage : Sten Ahlner |
| 19:00 · Historique des rencontres | (Rapport)                                     |       |                 | Spectateurs : 14 000 Arbitrage : Sten Ahlner | Spectateurs : 14 000 Arbitrage : Sten Ahlner |

| 15 juin 1958                      | Tchécoslovaquie                                              | 6 - 1 | Argentine           | Olympiastadion, Helsingborg                   |                                               |
| 19:00 · Historique des rencontres | Dvořák 8e · Zikán 17e, 40e · Feureisl 69e · Hovorka 82e, 89e |       | Corbatta 65e (pen.) | Spectateurs : 16 000 Arbitrage : Arthur Ellis | Spectateurs : 16 000 Arbitrage : Arthur Ellis |
| 19:00 · Historique des rencontres | (Rapport)                                                    |       |                     | Spectateurs : 16 000 Arbitrage : Arthur Ellis | Spectateurs : 16 000 Arbitrage : Arthur Ellis |

## Effectif
| Numéro / Nom       | Numéro / Nom              | Équipe                    | Sél. (but)      | Date de naissance          | J.              |                 |                 |                 |                 |
| Gardiens de but    | Gardiens de but           | Gardiens de but           | Gardiens de but | Gardiens de but            | Gardiens de but | Gardiens de but | Gardiens de but | Gardiens de but | Gardiens de but |
| ------------------ | ------------------------- | ------------------------- | --------------- | -------------------------- | --------------- | --------------- | --------------- | --------------- | --------------- |
| 1                  | Amadeo Carrizo            | River Plate               | - (-)           | 12 mai 1926 (32 ans)       | -               | -               | -               | -               | -               |
| 12                 | Julio Musimessi           | Boca Juniors              | - (-)           | 9 juillet 1923 (34 ans)    | -               | -               | -               | -               | -               |
| Défenseurs         |                           |                           |                 |                            |                 |                 |                 |                 |                 |
| 3                  | Federico Vairo            | River Plate               | - (-)           | 21 janvier 1931 (27 ans)   | -               | -               | -               | -               | -               |
| 4                  | Francisco Lombardo        | Boca Juniors              | - (-)           | 11 juin 1925 (32 ans)      | -               | -               | -               | -               | -               |
| 5                  | Néstor Rossi              | River Plate               | - (-)           | 10 mai 1925 (33 ans)       | -               | -               | -               | -               | -               |
| 13                 | Alfredo Pérez             | River Plate               | - (-)           | 10 avril 1929 (29 ans)     | -               | -               | -               | -               | -               |
| 14                 | Federico Edwards          | Boca Juniors              | - (-)           | 25 janvier 1931 (27 ans)   | -               | -               | -               | -               | -               |
| 15                 | David Acevedo             | CA Independiente          | - (-)           | 20 février 1937 (21 ans)   | -               | -               | -               | -               | -               |
| 17                 | José Manuel Ramos Delgado | CA Lanús                  | - (-)           | 25 août 1935 (22 ans)      | -               | -               | -               | -               | -               |
| Milieux de terrain |                           |                           |                 |                            |                 |                 |                 |                 |                 |
| 2                  | Pedro Dellacha            | Racing Club Avellaneda    | - (-)           | 9 juillet 1926 (31 ans)    | -               | -               | -               | -               | -               |
| 6                  | José Varacka              | CA Independiente          | - (-)           | 27 mai 1932 (26 ans)       | -               | -               | -               | -               | -               |
| 16                 | Eliseo Mouriño            | Boca Juniors              | - (-)           | 3 juin 1927 (31 ans)       | -               | -               | -               | -               | -               |
| Attaquants         |                           |                           |                 |                            |                 |                 |                 |                 |                 |
| 7                  | Oreste Corbatta           | Racing Club Avellaneda    | - (-)           | 11 mars 1936 (22 ans)      | 3               | 3               | -               | -               | -               |
| 8                  | Eliseo Prado              | River Plate               | - (-)           | 17 septembre 1929 (28 ans) | -               | -               | -               | -               | -               |
| 9                  | Norberto Menéndez         | River Plate               | - (-)           | 14 décembre 1936 (21 ans)  | -               | 1               | -               | -               | -               |
| 10                 | Alfredo Rojas             | CA Lanús                  | - (-)           | 20 février 1937 (21 ans)   | -               | -               | -               | -               | -               |
| 11                 | Ángel Labruna             | River Plate               | - (-)           | 28 septembre 1918 (39 ans) | -               | -               | -               | -               | -               |
| 18                 | Norberto Boggio           | CA San Lorenzo de Almagro | - (-)           | 11 août 1931 (26 ans)      | -               | -               | -               | -               | -               |
| 19                 | Ludovico Avio             | Vélez Sársfield           | - (-)           | 6 octobre 1932 (25 ans)    | -               | 1               | -               | -               | -               |
| 20                 | Ricardo Infante           | Estudiantes de La Plata   | - (-)           | 21 juin 1924 (33 ans)      | -               | -               | -               | -               | -               |
| 21                 | José Sanfilippo           | CA San Lorenzo de Almagro | - (-)           | 4 mai 1935 (23 ans)        | -               | -               | -               | -               | -               |
| 22                 | Osvaldo Héctor Cruz       | CA Independiente          | - (-)           | 29 mai 1931 (27 ans)       | -               | -               | -               | -               | -               |
| Sélectionneur      |                           |                           |                 |                            |                 |                 |                 |                 |                 |
|                    | Guillermo Stábile         |                           | - (-)           | 17 janvier 1905 (53 ans)   |                 |                 |                 |                 |                 |

 = capitaine --  Gardien de butDéfenseurMilieu de terrainAttaquantSélectionneur

## Navigation